# Politiek in Indonesië

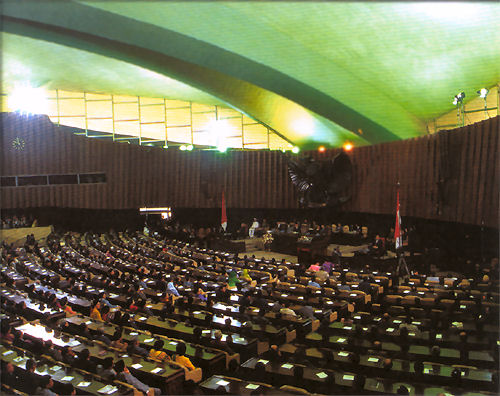
Vergadering van de DPR (Dewan Perwakilan Rakyat)

De Indonesische politiek is sinds de reformasi van 1998 erg veranderd. Tijdens het regime van generaal Soeharto waren er maar drie toegestane partijen: Golkar (Golongan Karya: de zogenaamde "Functionele Groepen"), de Indonesische Democratische Partij PDI (Partai Demokrasi Indonesia) en de islamitische Verenigde Ontwikkelingspartij PPP (Partai Persatuan Pembangunan).
Soeharto regeerde met harde hand om zijn macht te behouden. Dit deed hij met steun van het leger en allerlei maatschappelijke groepen. Om de Golkar-partij de meerderheid te laten behouden, kregen velen kantoorbaantjes in ruil voor hun stem op Golkar.
Zoals in meer landen, is er sprake van een aantal invloedrijke politieke families in Indonesië. Zo was de vader van president Prabowo Subianto verschillende keren minister onder Soekarno en Soeharto. Vicepresident Gibran Rakabuming Raka is de zoon van de vorige president Joko Widodo. Om dat laatste mogelijk te maken kwam het constitutioneel hof met een uitzondering op bestaande regels voor vicepresidentskandidaten (omdat Gibran eigenlijk te jong was). De voorzitter van dat hof is een schoonzoon van Widodo. 

## Politieke partijen
Bij de reformasi werd Soeharto na 32 jaar te hebben geregeerd afgezet. Hierna heeft het Indonesisch staatsbestel zich razendsnel ontwikkeld van een autoritair systeem naar een meer democratisch systeem.
Sindsdien is de beperking tot drie politieke partijen opgeheven. Sinds de verkiezingen van 2024 zitten er acht partijen in het parlement, waarvan de belangrijkste de Golkar, PDI-P, PKB, PAN, PD en PKJ zijn.
De politieke partijen zijn niet, zoals bijvoorbeeld in Nederland, in te delen in de links-rechts of in progressief-conservatieve dimensie. Het meest duidelijk is het verschil tussen islamistische en nationalistische partijen. Islamistisch zijn de PKB, PPP, PBB, PKJ en nationalistisch zijn de Golkar, PDI-P, PAN en de PD.
De Republiek Indonesië is geheel gebaseerd op de staatsfilosofie, de Pancasila. De Pancasila bestaat uit vijf principes: geloof in één God (volgens een van de grote religies), consensusdemocratie, rechtvaardigheid, nationale eenheid en solidariteit.

## Parlement
De wetgevende macht ligt bij het parlement: Raadgevend Volkscongres (MPR-RI), de legislatuur die eens per jaar in verenigde vergadering bijeen komt. Deze is bicameraal, wat wil zeggen dat het parlement bestaat uit twee kamers. De Volksvertegenwoordigingsraad (DPR-RI) met 575 leden is het lagerhuis van het parlement van Indonesië en de Regiovertegenwoordigingsraad (DPD-RI) met 136 leden is het hogerhuis. Beide kamers worden om de vijf jaar in directe verkiezingen verkozen.

### Samenstelling parlement
Het parlement telde 580 leden na de verkiezingen van 14 februari 2024 (dit waren er 575 in 2019). Deze verkiezingen zijn wereldwijd de grootste parlementsverkiezingen die op één dag worden gehouden. Er zitten actueel acht politieke partijen in het parlement. Er deden 18 partijen mee aan de verkiezingen. De Verenigde Ontwikkelingspartij (PPP), van oud-president Soeharto, verloor bij deze verkiezingen haar laatste zetels en zat zodoende niet langer in het parlement.
| politieke partij                             | afkorting | aantal zetels (2024) |
| -------------------------------------------- | --------- | -------------------- |
| Strijdende Indonesische Democratische Partij | PDI-P     | 110                  |
| Golkar                                       | Golkar    | 102                  |
| Gerindra                                     | Gerindra  | 86                   |
| NasDem                                       | NasDem    | 69                   |
| Partij van het Nationale Ontwaken            | PKB       | 68                   |
| Partij voor Rechtvaardigheid en Welvaart     | PKS       | 53                   |
| Nationale Mandaatpartij                      | PAN       | 48                   |
| Democratische Partij                         | Demokrat  | 44                   |
| Totaal                                       | Totaal    | 580                  |

Sinds 2019 is Puan Maharani de voorzitter van het parlement.

## President
De uitvoerende macht ligt bij de president en hij of zij wordt geassisteerd door de vicepresident. De president benoemt zijn/haar kabinet. De president werd voorheen benoemd door de MPR, maar is in 2004 voor het eerst direct 
gekozen door de Indonesische bevolking. Indonesië heeft een presidentieel systeem, wat betekent dat de president zeer machtig is. De huidige president is de oud minister van defensie Prabowo Subianto, de vicepresident is  Gibran Rakabuming Raka.  De functie van minister-president bestaat sinds 1959 niet meer.

## Justitie
De rechterlijke macht bestaat uit het Hoog Gerechtshof de Mahkamah Agung die de hoogste rechterlijke instantie is en het Constitutioneel hof de Mahkamah Konstitusi, die toeziet op het handhaven van de Grondwet; Plus Komisi Yudisial. Ook heeft Indonesië een Algemene Rekenkamer, de Badan Pemeriksa Keuangan, die toeziet op de financiën.

## Bestuursniveaus
De Republiek Indonesië is, net als Nederland, een eenheidsstaat. Dit betekent dat bijna alle belangrijke beslissingen op nationaal niveau genomen worden. Daardoor zijn de provinciale besturen van minder belang. Echter ook op provinciaal en regionaal niveau, zijn er volksvertegenwoordigingen. Op provinciaal niveau de DPRD 1 (Dewan Perwakilan Rakyat Daerah Tingkat 1) en op regionaal niveau de DPRD 2 (Dewan Perwakilan Rakyat Daerah Tingkat 2). Net als de president, worden ook de gouverneurs en regenten in 2004 voor het eerst direct verkozen. Voorheen werden zij door de president benoemd.
Het lijkt erop dat de provincies Atjeh, tegenwoordig Nanggroe Aceh Darussalam, en Papoea meer autonomie krijgen dan de andere provincies, maar dit is nog in een vroeg stadium van ontwikkeling.
Affilliaties zijn APEC en ASEAN.